# 布倫特伍德主教座堂
布倫特伍德主教座堂（英語：Brentwood Cathedral）是位於英國英格蘭艾塞克斯郡城市布倫特伍德的一座羅馬天主教的主教座堂。教堂開始建設於1861年，外觀為新古典主義風格。在1917年升格為主教座堂。

## 外部連結
- Brentwood Cathedral （页面存档备份，存于）
- Brentwood Cathedral Music （页面存档备份，存于）
- Herald AV Publications - HAVPCD300: Great Sacred Music of Paris Archive.today的存檔，存档日期2013-04-21